# 馬克杯

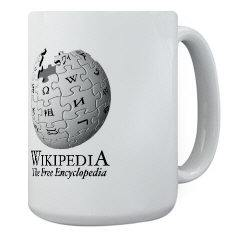
白色釉面馬克杯

马克杯的意思是大柄杯子，因为马克杯的英文名是“mug”，所以音译成马克杯。
马克杯是家中常見杯子的一种，一般用于饮用牛奶，咖啡，茶类热饮。西方一些国家也有用马克杯在工作休息时喝汤的习惯。杯身一般为标准圆柱形或类圆柱形并且杯身的一侧带有把手。把手形状通常为半环。通常材质为纯瓷，釉瓷，玻璃，不鏽鋼或塑料。也有少数马克杯由天然石制成，一般价格较高。
马克杯造型丰富，色彩多样。在达到饮品盛具的基本适用目的的前提下，马克杯身可被设计成动物，植物，动画人物等不同造型，把手也有大环，小环，甚至开口环等等，甚至有客製化的設計，可透過電腦輸出將個人的喜好圖案繪製在杯子上。家庭常用马克杯一般可以装盛的液体150毫升至350毫升不等。也有少数大型啤酒马克杯可以装盛500毫升左右的液体。马克杯与中国茶杯的最大区别除了体积较大之外，杯体也较厚，用以保持热饮的温度。为了方便使用，大部分的瓷质马克杯被设计成可以直接用于微波炉和放入洗碗机中，但也有少数特别情况需要根据厂商的说明来使用和保养。
通过热升华技术，在马克杯上印花成为目前马克杯定制市场的主流业务。通过在马克杯上涂刷特殊的热敏材料，可以利用高温烘烤技术将图案印刷至马克杯上。透過特殊的設計，馬克杯也成為蒐集的藝術品，或是自製手工的娛樂性質，而非純粹的茶具用途。

## 設計及功能
大部分的杯子保溫設計的目的在於：厚厚的一個杯子，比較薄的杯子絕緣更好，以防止飲料降溫或升溫過快。杯子的底部往往不平坦，但無論凹，或有一個額外的邊緣，以減少熱接觸的表面上放置一個杯子。製成杯子的材料通常具有低導熱係數，如陶、骨瓷、瓷或玻璃。

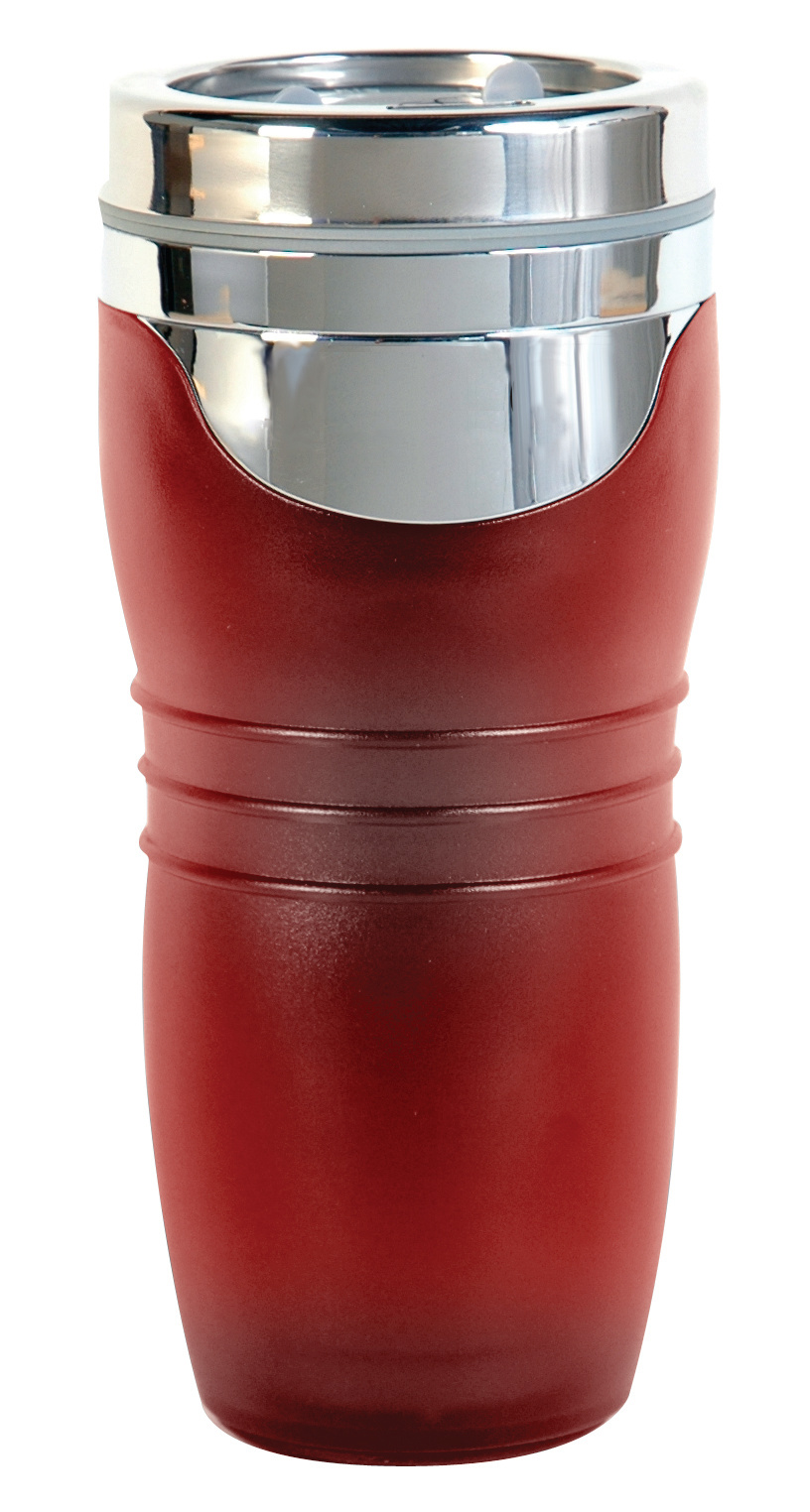
保溫杯

## 儲存

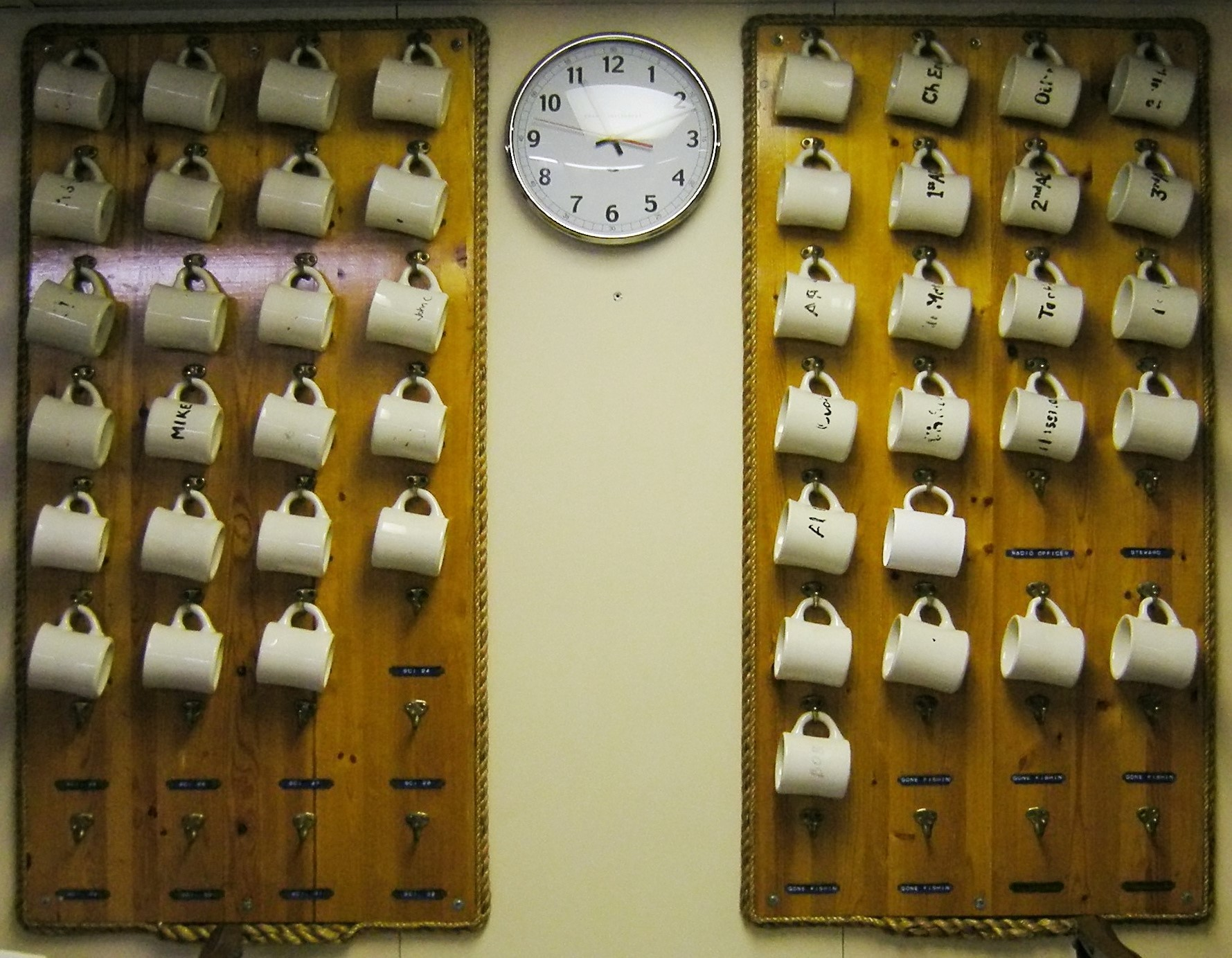
在船上杯架

儲存杯子一種流行的方式是在一個「杯樹」，木製或金屬柱安裝在一個圓形底座，並配有掛鉤可以通過手柄掛杯。另外還有機櫃設計的掛杯，讓自己準備出手。這些是船舶在大浪中特別有用。

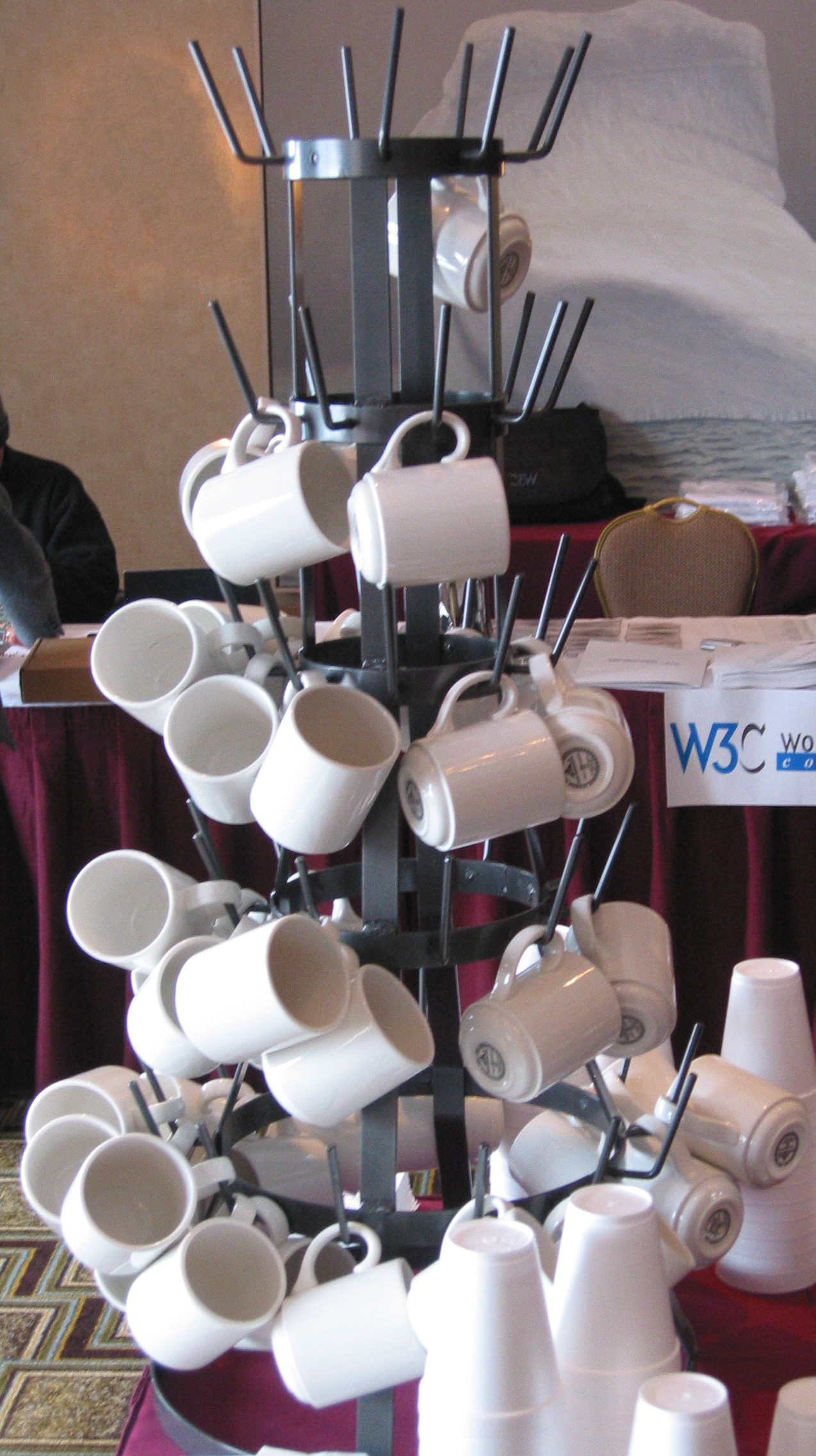
杯樹

## 装饰
作为无处不在的桌面物品，马克杯经常被用作艺术品或广告；有些杯子与其说是饮水器皿不如说是装饰品。在古代，雕刻传统上被应用于杯子。有时使用将杯子变形为不寻常的形状。然而，当今最流行的装饰技术是在杯子上印刷，通常是这样进行的：将陶瓷粉末与选定颜色的染料和增塑剂混合。然后使用传统的丝网印刷将其印刷在明胶涂层纸上该技术通过精细编织的网状物涂抹混合物，该网状物在框架上拉伸并具有所需形状的面具。该技术产生薄而均匀的涂层；但是，如果不需要光滑度，则直接用刷子涂刷陶瓷混合物。另一种更复杂的替代方法是在相纸上涂上照相乳剂，影印图像，然后用紫外线固化乳剂。
干燥后，印刷后的纸张称为平版印刷，可以无限期保存。当在杯子上涂上光刻时，首先要在温水中软化。这会将带有打印图像的明胶盖从纸上分离出来；然后将这个盖子转移到杯子上。然后在 700–750 °C（1,290–1,380 °F；970–1,020 K）左右烧制杯子，软化釉面，从而将图像嵌入其中。